# مندی (غذا)
مندی (عربی: مندي) یک غذای سنتی است که از حضرموت یمن سرچشمه گرفته‌است.